# Хаджиев, Дидар Нурбердыевич
Дидар Нурбердыевич Хаджиев (туркм. Didar Nurberdiýewiç Hajyýew; 1 декабря 1980, Багир) — туркменский футболист, полузащитник. Выступал за сборную Туркменистана.

## Клубная карьера
С 2011 по 2014 год выступал за «Ахал». В 2014 году помог «Ахалу» завоевать Кубок Туркменистана по футболу 2014, забив в финале победный гол. В межсезонье 2015 покинул команду.
В сезоне 2015 года выступал за ашхабадский «Алтын Асыр». Благодаря его дублю в ворота «Ашхабада» 25 ноября 2015 года, команда стала досрочно чемпионом Туркменистана 2015 года.

## Международная карьера

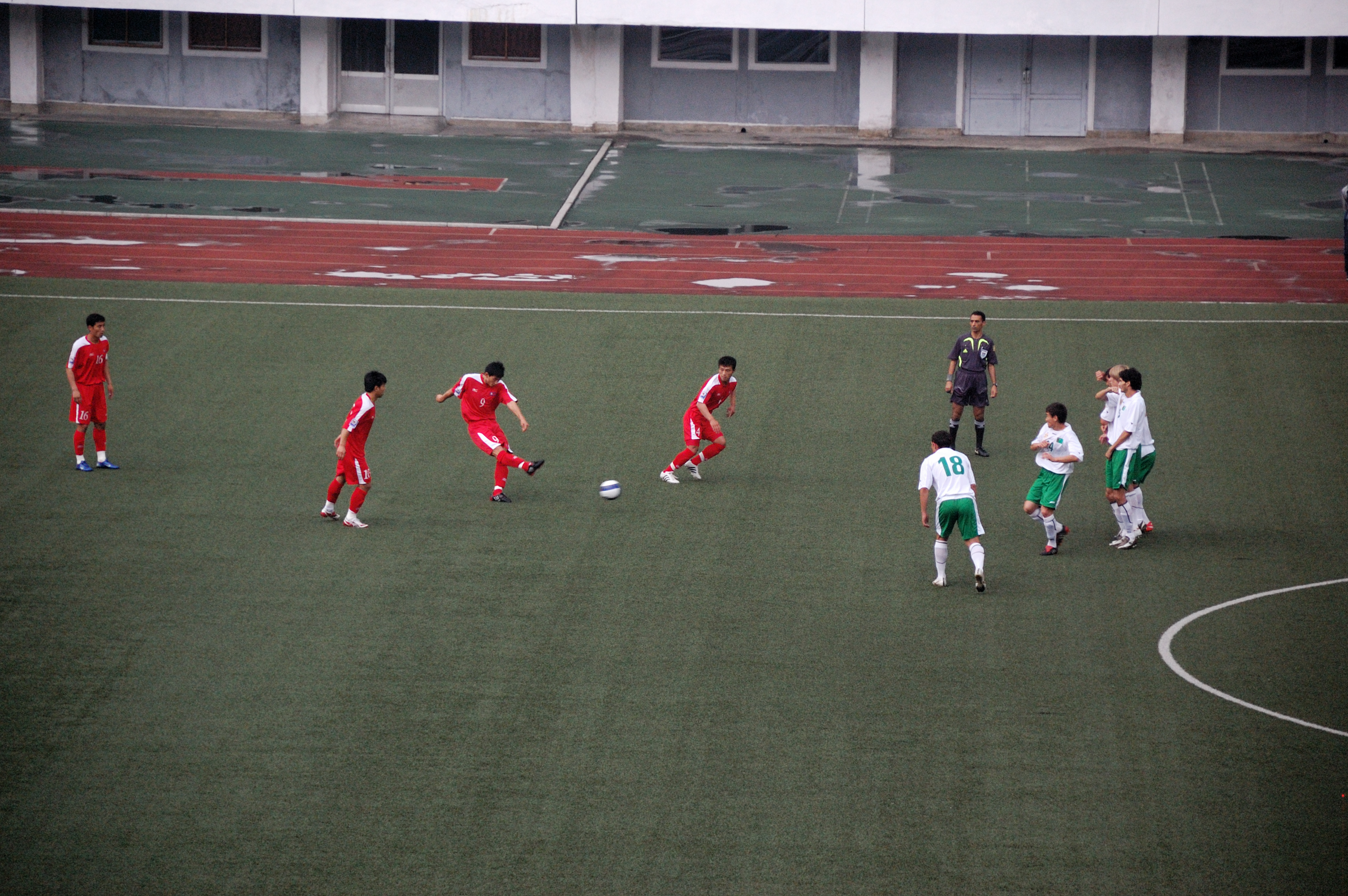
Хаджиев (в стенке) в игре за сборную Туркменистана против КНДР

Выступал за национальную сборную Туркменистана с 2003 по 2008 год.

## Достижения
Алтын Асыр
- Суперкубок Туркменистана: 2015
- Чемпион Туркменистана: 2015